# Rudolf von Waldenfels
Rudolf Freiherr von Waldenfels (23. září 1895, Ingolstadt – 14. srpna 1969, Rottach-Egern) byl německý důstojník a jezdec parkuru.

## Život
V roce 1914 vstoupil Waldenfels do bavorské královské armády a po skončení první světové války byl převzat do Reichswehru. Zde sloužil u různých jednotek. Ve 30. letech velel v hodnosti majora v Hannoveru na škole kavalérie a vedl zde jezdce v parkuru. V roce 1936 velel I. oddělení 17. (bavorského) jezdeckého pluku.

### Druhá světová válka
Od roku 1941 velel 4. střeleckému pluku a vedl jej při útoku na severní Rusko. Při útoku na Leningrad získal Rytířský kříž Železného kříže. 1. dubna 1941 převzal velení 6. střelecké brigády a po jejím přejmenování na 6. brigádu tankových granátníků v roce 1942 byl i nadále jejím velitelem. V listopadu 1942 převzal velení školy pro velení oddělení v Paříži. Od srpna 1943 velel 6. tankové divizi.

### Kariéra
- 22. 7. 1915 – Leutnant
- 1. 4. 1925 – Oberleutnant
- 1. 3. 1930 – Rittmeister
- 1935 – Major
- 1. 10. 1938 – Oberstleutnant
- 1. 10. 1941 – Oberst
- 1. 11. 1943 – Generálmajor

### Vyznamenání
- |  Železný kříž (1914) II. a I. třídy
- Železný kříž, spona k Železnému kříži 1914, I. třída
- Železný kříž, spona k Železnému kříži 1914, II. třída
- Rytířský kříž Železného kříže, (11. 10. 1941)
- Rytířský kříž Železného kříže s dubovou ratolestí, (14. 05. 1944)